# Zapasy na Igrzyskach Śródziemnomorskich 1987
Zapasy na Igrzyskach Śródziemnomorskich 1987 odbywały się w dniu 17 września w Latakii.

## Tabela medalowa
Gospodarz zawodów został zaznaczony kolorem.
| Miejsce | Kraj       | Złoto | Srebro | Brąz | Razem |
| 1       | Turcja     | 6     | 2      | 5    | 13    |
| 2       | Jugosławia | 4     | 2      | 4    | 10    |
| 3       | Włochy     | 4     | 0      | 3    | 7     |
| 4       | Syria      | 3     | 4      | 1    | 8     |
| 5       | Grecja     | 2     | 5      | 4    | 11    |
| 6       | Francja    | 1     | 3      | 1    | 5     |
| 7       | Egipt      | 0     | 2      | 2    | 4     |
| 8       | Maroko     | 0     | 1      | 0    | 1     |
| 8       | Tunezja    | 0     | 1      | 0    | 1     |
|         | razem:     | 20    | 20     | 20   | 60    |

## Wyniki mężczyźni

### styl wolny
| Waga   | Złoto:              | Srebro:             | Brąz:                  |
| 48 kg  | Mohamed El-Messouti | Mirko Dincewski     | Mustafa Öcal           |
| 52 kg  | Arslan Seyhanlı     | Abaz Emini          | Khaled El-Ali El-Rifai |
| 57 kg  | Szaban Trstena      | Mahmoud El-Messouti | Ahmet Ak               |
| 62 kg  | Giovanni Schillaci  | Selman Kaygusuz     | Nusred Hamidi          |
| 68 kg  | Jeorjos Atanasiadis | Éric Brulon         | Fabiano Vitrano        |
| 74 kg  | Fevzi Şeker         | Joakim Wasiliadis   | Šaban Sejdi            |
| 82 kg  | Necmi Gençalp       | Mohamed Akrad       | Kostas Awramis         |
| 90 kg  | Reşit Karabacak     | Zouhair Seghaier    | Iraklis Deskulidis     |
| 100 kg | Ayhan Taşkın        | Ahmed Shahi         | Gianni Chelucci        |
| 130 kg | Hayri Sezgin        | Minas Karajanidis   | Hasan al-Haddad        |

### styl klasyczny
| Waga   | Złoto:            | Srebro:                 | Brąz:                 |
| 48 kg  | Chalid al-Faradż  | Jeorjos Nikitas         | Sergio Armenise       |
| 52 kg  | Vincenzo Maenza   | Serge Robert            | Muhammed Öztürk       |
| 57 kg  | Patrice Mourier   | Bambis Cholidis         | Mehmet Serhat Karadağ |
| 62 kg  | Ayman Rihawi      | Dimitrios Karapandzidis | Gradimir Dedić        |
| 68 kg  | Nandor Sabo       | Sa’id as-Sawakin        | Sümer Koçak           |
| 74 kg  | Franc Podlesek    | Zouheir Hory            | Martial Mischler      |
| 82 kg  | Ernesto Razzino   | Mustafa Suzan           | Dimitrios Tanopulos   |
| 90 kg  | Jeorjos Pikilidis | Henri Meiss             | Kamal Ibrahim         |
| 100 kg | Emil Trauber      | Ali Dżabr               | Panajotis Pikilidis   |
| 130 kg | Fabio Valguarnera | Hasan al-Haddad         | Vladislav Kocevic     |